# Camerieri
Pour plus de détails, voir Fiche technique et Distribution.
Camerieri est un film italien réalisé par Leone Pompucci, sorti en 1995.

## Fiche technique
- Titre : Camerieri
- Réalisation : Leone Pompucci
- Scénario : Leone Pompucci et Filippo Pichi
- Photographie : Massimo Pau
- Pays d'origine : Italie
- Genre : comédie
- Date de sortie : 1995

## Distribution
- Paolo Villaggio : Loris Bianchi
- Cristiana Gajoni : Francesca
- Diego Abatantuono : Mario Tangaro
- Marco Messeri : Agostino Rondine
- Antonello Fassari : Azzaro Jr.
- Antonio Catania : Germano
- Enrico Salimbeni : Riccardo Bianchi
- Regina Bianchi : la femme de Salvatore Azzaro
- Carlo Croccolo : Salvatore Azzaro
- Ciccio Ingrassia : Loppi
- Cristina Gaioni
- Sandra Milo (non créditée)
- Ludovica Modugno